# Adam's Passion
Adam's Passion è uno spettacolo teatrale ideato, diretto e coreografato da Robert Wilson in collaborazione con il compositore estone Arvo Pärt. Di difficile classificazione di genere, Adam's Passion si rifà all'idea di Gesamtkunstwerk di Richard Wagner, realizzando un'opera che fonda musica, canto, danza, movimento, luci e scenografia per raccontare la storia di Adamo immediatamente dopo la cacciata dall'Eden. L'opera riutilizza tre composizioni di Pärt, Adam's Lament (2009), Tabula rasa (1977) e Miserere (1989), introdotte da una sinfonia che il compositore estone ha scritto espressamente per lo spettacolo, Sequentia (2014), dedicata a Wilson.

## Trama
Dopo aver lentamente raggiunto e colto il frutto dall'albero della conoscenza, Adamo viene scacciato dall'Eden e abbandonato a se stesso in una terra desolata. Qui, Adamo riceve delle visioni che gli mostrano i futuri orrori commessi e subiti dagli uomini, il risultato della caduta da lui provocata. Alla fine, ad Adamo non resta altro che supplicare l'amore ed il perdono di Dio.

## Rappresentazioni e analisi
L'opera, dalla durata di novanta minuti, ha fatto il suo debutto il 12 maggio 2015 al Noblessner Foundry di Tallinn, dove ha replicato il 13, 14 e 15 maggio. La partitura di Pärt venne eseguita dall'Orchestra da camera di Tallinn e dal coro da camera della filarmonica estone, entrambi diretti dal direttore d'orchestra Tõnu Kaljuste. Facevano parte del cast Michael Theophanous (l'Uomo), Endro Roosimäe (l'Uomo Pesante), Erki Laur (un altro Uomo Pesante) e Tatjana Kosmõnina (una Donna).
Come Wagner, Wilson ha deciso di creare uno spazio originale per mettere in scena l'opera, riadattando una fabbrica di sottomarini russi a Tallinn. Creando un proprio spazio, Wilson riuscì ad aggirare le difficoltà tecniche che avrebbe altrimenti riscontrato nell'allestire Adam's Passion in un tradizionale teatro dell'opera. Lo spettatore viene immerso nella scenografia e diventa parte di essa, mentre l'allontanamento dell'orchestra e del coro dal palcoscenico diminuisce le distrazioni per il pubblico, che si può concentrare esclusivamente su quanto accade nella performance. L'utilizzo della luce ed il lighting design svolge un ruolo di così grande importanza che il critico Hansjörg Schmidt lo ha definito parte integrante della scenografia in un modo che di rado si vede nell'opera.
Nel marzo 2018 Adam's Passion è stato messo in scena al Konzerthaus Berlin, ancora una volta con il coro della filarmonica estone accompagnata dalla Konzerthausorchester Berlin. La prima italiana è avvenuta al Centro Congressi La Nuvola di Roma il 31 marzo 2023.